# Claes Vogel

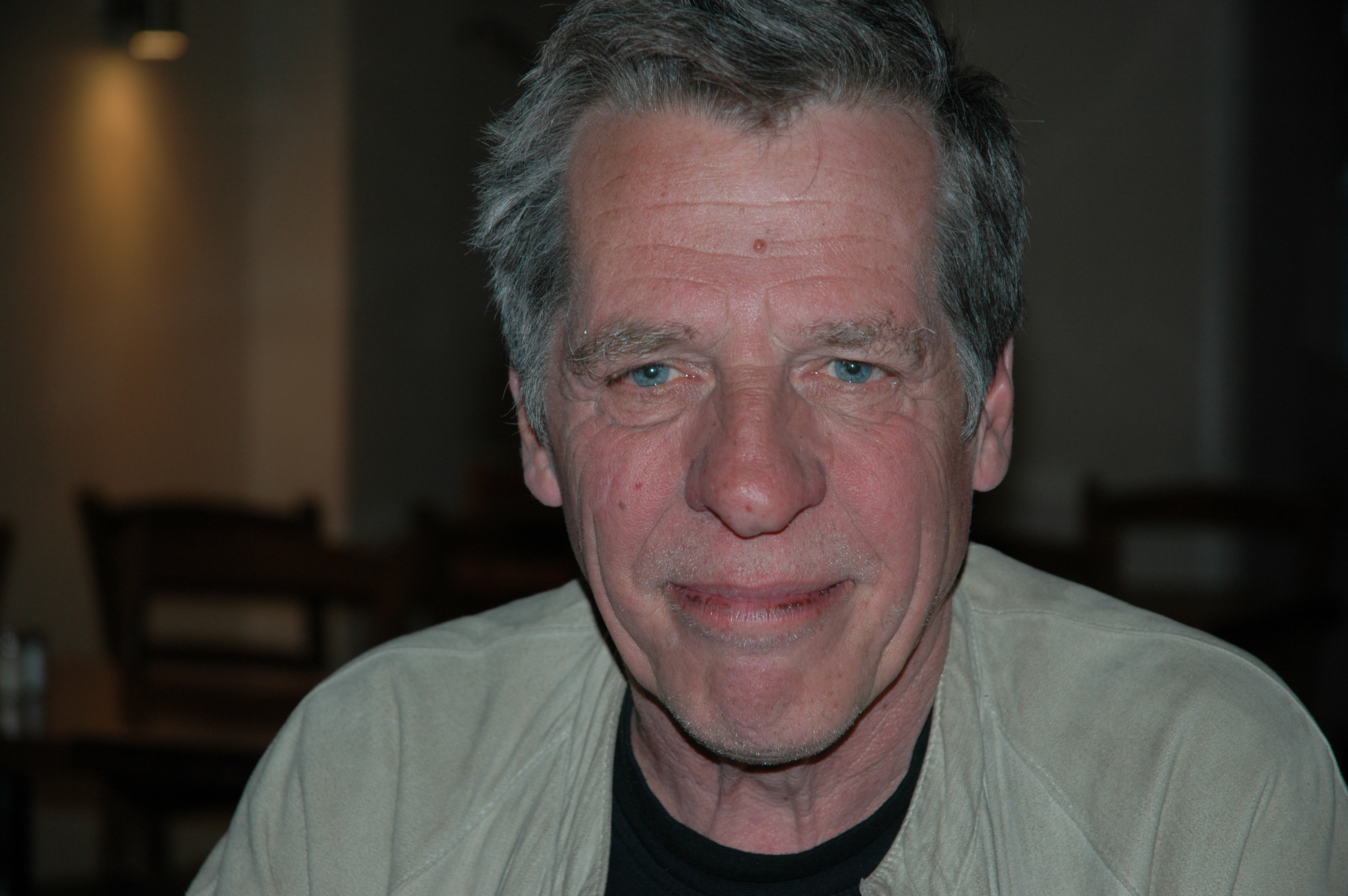
Claes Vogel 2009.

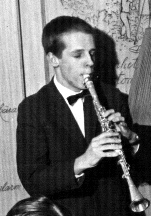
Claes Vogel i Panama Jazz Band i slutet av 1950-talet.

Claes Olof Vogel, född 26 januari 1942 i Bromma församling i Stockholm, död 18 september 2015, var en svensk underhållare, manusförfattare och jazzmusiker.
Claes Vogel blev känd som en av personerna bakom radioprogrammet På Håret, som sändes 1982–2000. Han arbetade även som journalist. Efter en kort tid på Expressen gick han över till Röster i radio-TV och blev kvar där i 17 år. Under senare delen av 1970-talet uppträdde han i Cabaret Fattighuset på Club Fattighuset i Stockholm. 
Vogel var frontman (sång, klarinett och saxofon) i bandet Jubileum Special på restaurang Zum Alten Brunnen i Stockholm åren 1980–1981. I bandet fanns Robert Wells på piano och övriga musiker var Christer Pettersson (trummor), Dan Sidfalk (bas), Sigge Ernst (gitarr) samt Johnny Lundin (gitarr). Vogel framförde en mängd olika rock- och jazzlåtar med egna svenska texter, såsom "Kojak", "Hökarängen" och "Utan brallor". Han arbetade även som barpianist, bland annat på restaurang Bacchi Wapen.
Flera av de texter som skrevs till Smurfarnas svenska skivor är skrivna av Vogel, och han skrev också texter till Peter Flacks revyer i Örebro.

## Filmografi
Manus
- 1986 – Gröna gubbar från Y.R. (Tillsammans med Hans Hatwig och Christine Lindsjö)

Roller
- 2008 – Sagan om Despereaux - Hovis (röst)

## Diskografi
- 2011 – Lilla Naiva